# Hermann van Pels
Hermann van Pels (31 de março de 1898 em Gehrde, próximo a Osnabrück - no início de outubro de 1944 no campo de concentração de Auschwitz) foi um holandês vítima do  Holocausto. Ele foi uma das oito pessoas escondidas na parte de trás da casa no Prinsengracht 263, conhecido em todo o mundo pelo Diário de Anne Frank.

## Biografia

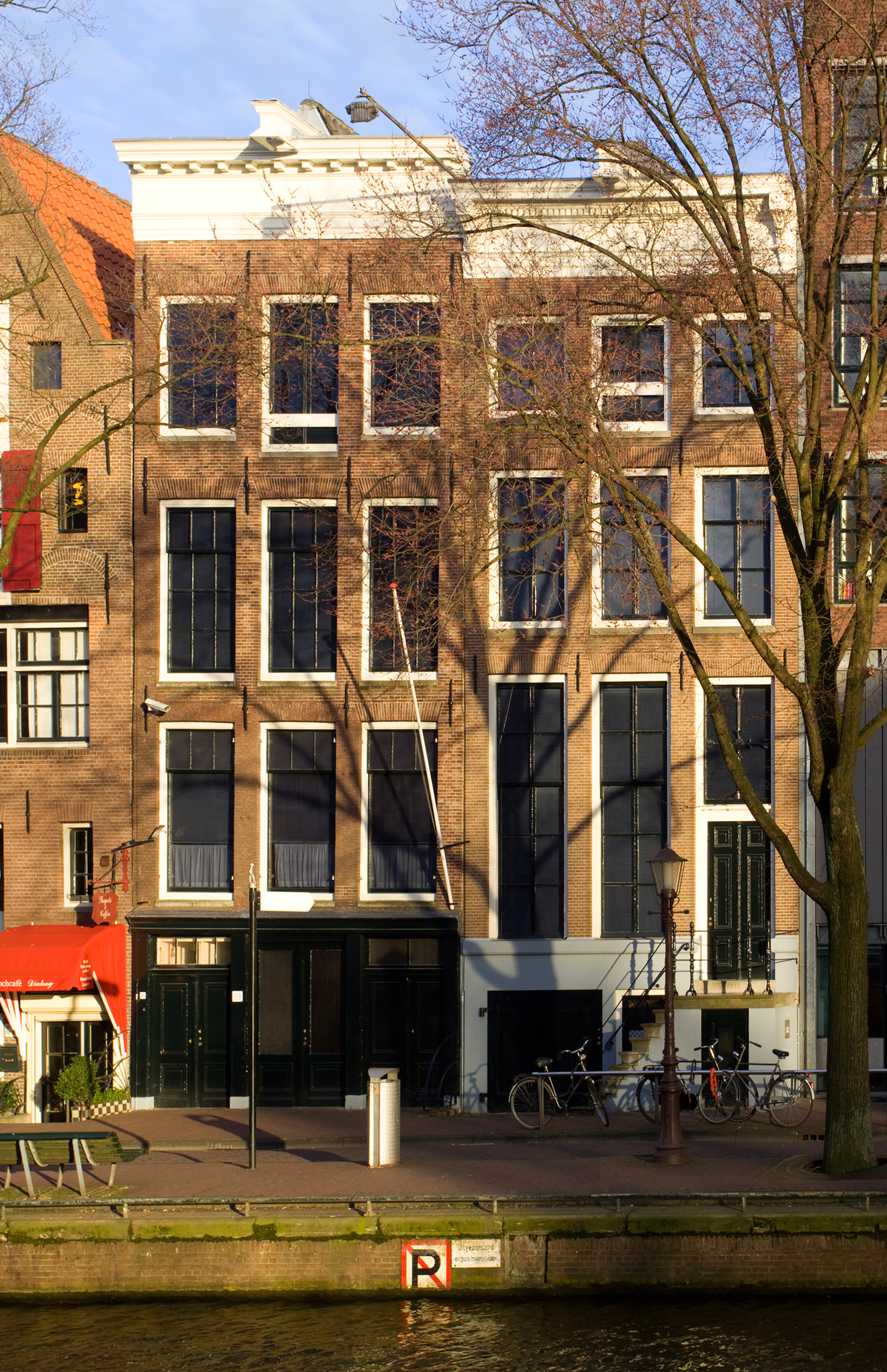
Prinsengracht 263, onde se escondeu Hermann van Pels na parte posterior da casa

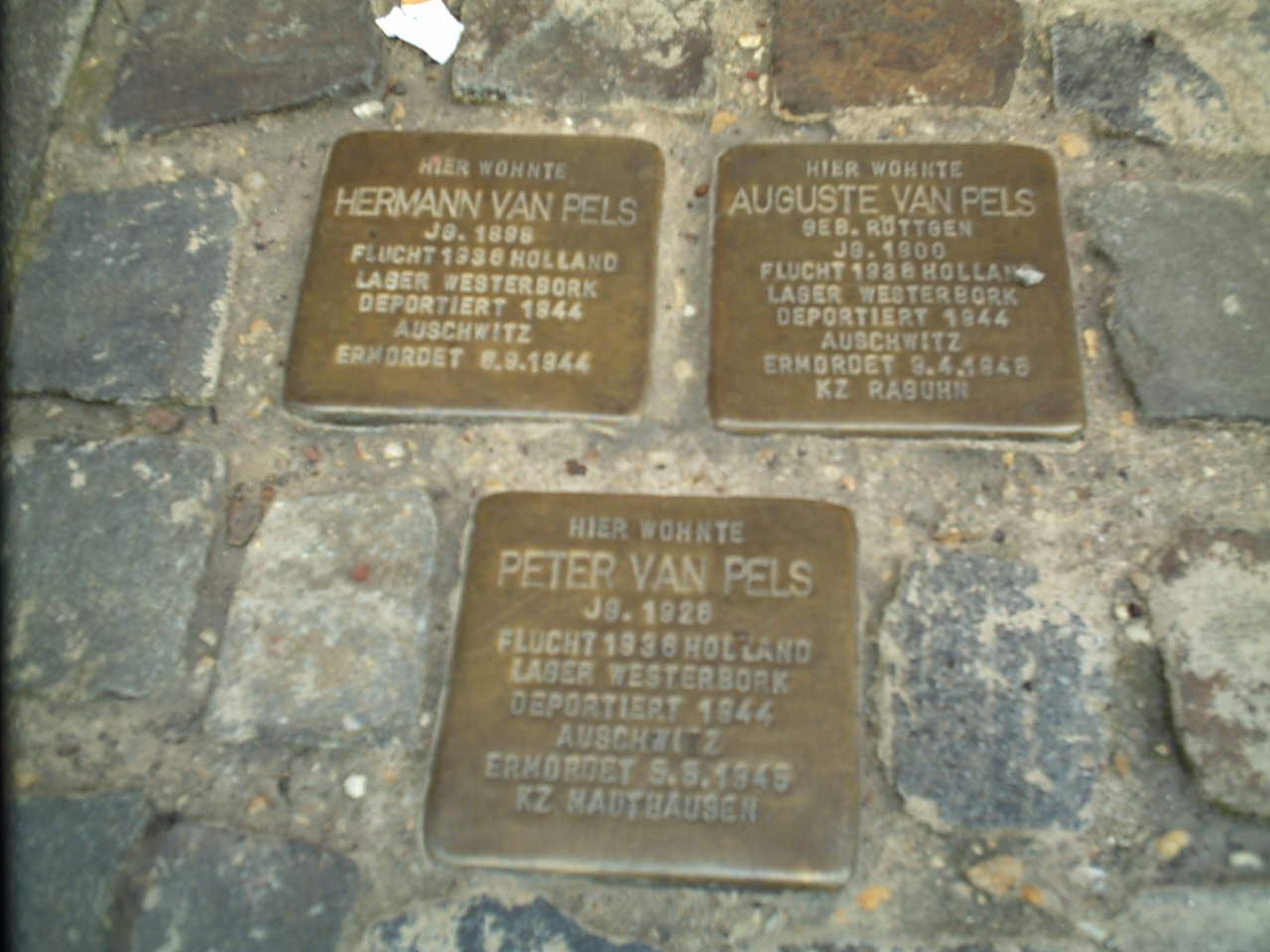
Placa comemorativa de Hermann van Pels, em Osnabrück

Van Pels nasceu como um dos seis filhos do holandês Aron van Pels e a alemã Lina van Pels, de solteira Vorsänger, em Gehrde, cerca de Osnabrück. Van Pels assistiu à escola primária judia e começou a escola secundaria em 1908 em Ev. Knaben Mittelschule de Osnabrück, Alemanha. Depois de finalizar a sua educação tornou-se representante em Osnabrück dentro da empresa do seu pai, Aron van Pels, que levava um comércio maiorista de produtos de carne.  Entre outras coisas a empresa negociava com espécies e tripas para produzir salsichas. O 5 de dezembro de 1925 Van Pels casou-se  com a judia alemã Auguste Röttgen. O casal estabeleceu-se em Osnabrück e transladou-se a um apartamento na  Martinistraße 67a. Em 8 de novembro de 1926 chegou o seu filho Peter van Pels ao mundo, o único filho que o casal teria.
Aron van Pels deveu deixar o negócio depois de 1933, depois do boicote das empresas dos judeus. Finalmente fugiu dos Nazistas com a sua família o 26 do junho de 1937 para os países baixos. Já em 1935 a irmã de van Pels, a costureira Henny van Pels tinha emigrado para Amesterdão. A família vivia num apartamento na Zuider Amstellaan. Hermann van Pels trabalhou desde 1938 com o seu velho amigo de negócios, Otto Frank, dentro da sua empresa, Opekta Amesterdão. Encontrou trabalho dentro da recente fundada filial Pectacon pertencente a Opekta de Victor Kugler, como assessor e experto em ervas e espécies. Enquanto Opekta tinha-se especializado em fazer geleia, Pectacon especializou-se entre outras coisas em misturas de espécies para fazer salsichas. "No seu domínio, van [Pels] era imelhorável; só precisava olfactar um pouco, e então podia denominar todas as espécies por nome", escreveu Miep Gies nas suas memórias. Desde o dezembro de 1940 os escritórios de Opekta Amesterdão e Pectacon encontrar-se-iam na Prinsengracht 263.
Hermann e Auguste van Pels também eram amigos fora do trabalho dos Franks, e convidados frequentes ao café dos sábados à tarde com a família.Ambas famílias construiriam desde o verão de 1941 um lugar para se esconder na parte posterior da empresa de Otto Frank, por si de caso um membro da família fosse ameaçado de deportação. Numa das merendas conheceram à sua ajudante posterior, Miep Gies, uma empregada da empresa de geleias Opekta, que definiu van Pels, em retrospectiva, como "grande, enorme, bem vestido, ligeiramente encurvado quando andava, cara larga de face masculina, o cabelo escasso, ao extremo da boca constantemente um cigarro", e continuou: "pelo que respeita às brincadeiras, Hermann [van Pels] sempre encontrava tempo. Em definitiva, era um tipo agradável e afável". Num momento posterior da sua memória, Gies vai ser mas precisa com a descrição de Hermann van Pels e define-o como "contador de piadas, bastante pessimista, fumador incessante, e um pouco inquieto".
Em 5 de julho de 1942 Edith Frank-Holländer recebeu uma convocação dirigida à sua filha Margot com a obrigação de trabalhar na Alemanha. Ela informou cedo van Pels, mas ambas famílias já tinham feito arranjos fazia muito tempo para um esconderijo. Com van Pels ela deliberou sobre os passos concretos a seguir. Ele também foi o que então informou Miep Gies. Enquanto a família Frank já estava escondida em 6 de julho de 1942, a família van Pels iria os seguir em 13 de julho de 1942. Um pouco mais tarde chegou o dentista Fritz Pfeffer como oitavo refugiado. Auguste e Hermann van Pels habitavam uma habitação do segundo andar. A sua habitação era utilizada durante o dia como comedor e sala de estar pelos escondidos. O apartamento da família van Pels na Zuider Amstellaan foi desmantelado em outubro de 1942 pelos Nacional-socialistas.
Em 4 de agosto de 1944 os escondidos foram atraiçoados e detidos. Hermann van Pels foi como os outros escondidos transladado ao campo de trânsito Westerbork e a seguir foram ao campo de concentração de Auschwitz-Birkenau deportados, onde em 5 de setembro de 1944, contrariamente à verificação retrospectiva da cruz vermelha holandesa, ele foi um dos 258 homens que superou a seleção. Com Otto Frank e Fritz Pfeffer foi atribuído ao bloco 2 do campo de Auschwitz I. Foi atribuído com os outros dois homens ao serviço externo, provavelmente feriu-se a princípios de outubro na mão e solicitou uma reclassificação para o serviço de habitações ao dia seguinte, para a qual o campo SS realizava uma seleção. Hermann  van Pels foi assassinado ao início de outubro de 1944 na câmara de gás. Otto Frank informou após o seu regresso a Miep Gies que ele viu van Pels "com os seus próprios olhos caminho da câmara de gás".
Desde novembro de 2007 recorda-se a residência da família  van Pels em Osnabrück com uma placa comemorativa.

## O Diário de Anne Frank
O  Diario de Anne Frank , o que escreveu especialmente durante o tempo da ocultação, foi publicado pela primeira vez no ano 1947 por seu pai, Otto Frank. Quando reescriturou o diário, provavelmente em maio de 1944, Anne Frank pôs pseudônimos às oito pessoas escondidas. Assim, Hermann van Pels tornou-se "Hans van Daan".
Frank mencionou o 11 de julho de 1942 o seu entusiasmo pela chegada da família van Pels: "estou ansiosa com a chegada dos van Daans na terça-feira como é previsto. Todo será bem mais agradável e também menos calmo". Já em 21 de agosto de 1942 escreveu no seu diário, "o senhor van Daan e eu discutimos o tempo todo", e mencionou disputas em 2 de setembro de 1942 entre August e Hermann  van Pels ("o senhor e a senhora van Daan tiveram uma violenta briga. Nunca tinha visto eu uma coisa assim já que o pai e a mãe nunca poderiam pensar em se gritarem desta guisa"). Menções do casal van Pels brigando encontram-se com frequência.
Acontecimentos especiais ao redor de van Pels, durante o tempo no esconderijo da parte posterior da casa, vão ser assinalados por Frank também, como o que se passou em 10 de dezembro de 1942, o processamento de grandes quantidades de carne para fazerem salsichas comprada de forma ilegal: "Na empresa foi contratado devido ao seu conhecimento das espécies, mas agora manifesta-se a sua parte salsicheira, o que de jeito nenhum foi desagradável. [...] O senhor van Daan tinha um avental da sua esposa atado e estava em toda a sua gordura (via-se bem mais gordo do que era) ocupado com a carne. Com as suas mãos sangrentas, a cabeça de cor vermelha e o avental todo manchado parecia um verdadeiro açougueiro." Van Pels era o único fumador em cadeia no esconderijo da parte posterior da casa; várias vezes citou Frank o seu mau humor porque não tinham mais tabaco disponível. Além de flores e alguns comestíveis, Van Pels recebeu pelo seu aniversário em 1944 dois pacotes de cigarros.
Van Pels tinha, conforme com os comentários de Frank "segundo a opinião de todos nós, muito bom olho com a política", no entanto, era mais bem pessimista. Na primavera de 1943 não esperava que se tivesse acabado o estarem escondidos dantes do final de ano e temia em maio de 1944 que "os alemães ao final ganhem a guerra, tão fortes são."  Frank o cria teimoso: "Ele tem [na sua opinião] a única opinião correta, ele sabe de todo mais que ninguém. Bem, ele tem uma cabeça inteligente, mas a complacência deste homem chegou a um ponto desmesurado." Num estudo dos interesses dos escondidos, Frank comentou em 1944 de Van Pels: "não aprende nada, consulta muito o Knaur; gosta de ler novelas de detectives, livros médicos, emocionantes e triviais histórias de amor."

## Hermann Van Pels no cinema
O Diário de Anne Frank foi filmado várias vezes. Os seguintes intérpretes assumiram o papel de Hermann Van Pels nas adaptações cinematográficas:
- 1959: Das Tagebuch der Anne Frank (O diário de Anne Frank) – Lou Jacobi
- 1980: Das Tagebuch der Anne Frank (O diário de Anne Frank) – James Coco
- 1985: Het dagboek van Anne Frank (O diário de Anne Frank) – Guus Hoes
- 1987: Das Tagebuch der Anne Frank (O diário de Anne Frank) – Christopher Benjamin
- 1988: Mein Leben mit Anne Frank (The Attic: The Hiding of Anne Frank) – Victor Spinetti
- 1995: Anne não nikki – Jiro Sakagami
- 1996: El diari d’Anna Frank – Toni Sevilla
- 2001: Anne Frank – Die wahre Geschichte (Anne Frank: a verdadeira história) – Joachim Król
- 2009: The Diary of Anne Frank – Ron Cook
- 2014: Meine Tochter Anne Frank (Minha filha Anne Frank)– André Hennicke
- 2016: Das Tagebuch der Anne Frank (O diário de Anne Frank)- André Jung